# 5441 Andymurray
Az 5441 Andymurray a Naprendszer kisbolygóövében található aszteroida. Robert H. McNaught fedezte fel 1991. május 8-án.